# Roxbert Martin
Roxbert Martin (* 5. November 1969 in Saint Ann Parish) ist ein ehemaliger jamaikanischer Leichtathlet, der sich auf den 400-Meter-Lauf spezialisiert hatte.
Seine besten Resultate erzielte er mit der jamaikanischen 4-mal-400-Meter-Staffel. Mit ihr gewann er bei den Panamerikanischen Spielen 1995 in Mar del Plata die Silbermedaille und siegte bei den Commonwealth Games 1998 in Kuala Lumpur. Seinen größten Erfolg feierte er bei den Olympischen Spielen 1996 in Atlanta. Gemeinsam mit Michael McDonald, Greg Haughton und Davian Clarke gewann er in einer Zeit von 2:59,42 min die Bronzemedaille hinter den Mannschaften der Vereinigten Staaten und Großbritanniens.
Darüber hinaus wurde er zweimal Jamaikanischer Landesmeister im 400-Meter-Lauf (1997–1998). Über dieselbe Distanz erreichte er bei den Leichtathletik-Weltmeisterschaften 1997 in Athen die Halbfinalrunde und belegte bei den Leichtathletik-Hallenweltmeisterschaften 1999 in Maebashi den fünften Platz.
Roxbert Martin ist 1,78 m groß und wog zu seiner aktiven Zeit 66 kg.

## Bestleistungen
- 400 m (Freiluft): 44,49 s, 21. Juni 1997, Kingston
- 400 m (Halle): 45,69 s, 8. März 1997, Indianapolis